# Mariko Iwadate
Mariko Iwadate (岩館 真理子, Iwadate Mariko) est une dessinatrice de manga japonais. Elle est née le 8 février 1957 à Hokkaido, au Japon.

## Biographie
Mariko Iwadate est née le 8 février 1957 à Hokkaidō, au Japon.
Encore lycéenne, Iwadate commence sa carrière en 1973 dans le Margaret, un magazine de shōjo manga de Shūeisha. Influencée par les œuvres de Yumiko Ōshima, ses histoires s'inscrivent dans le courant otomechikku et sont reconnues pour leur qualité ; elle y explore notamment le thème de la famille.
Une nouvelle phase de sa carrière débute lors des années 1980 ; avec le manga Angel publié en 1982, son style se teinte de littérature et devient de plus en plus sombres au fil des années,. Comme sa popularité auprès des adolescentes, principal public du Margaret, diminue lors de cette décennie, elle quitte finalement le magazine pour dessiner dans des magazines shōjo qui ciblent un lectorat féminin plus âgé, principalement le Young You toujours chez Shūeisha. Là ses histoires deviennent des drames psychologiques avec des œuvres comme Alice ni Onegai  ou Shiroi saten no ribon avant d'explorer l'horreur psychologique avec Kirara no ki.
Les œuvres d'Iwadate ont exercé une grande influence sur certains auteurs, comme la mangaka Kyōko Okazaki ou la romancière Banana Yoshimoto.

## Œuvre
- 1973 : Rakudai Shimasu (落第します?), pré publié dans le magazine Margaret[7].
- 1975 : Hatsukoi Jidai (初恋時代?), pré publié dans le magazine Margaret ; 2 volumes publiés chez Shūeisha[BU 1].
- 1976 : Oshioki Shichaou kara! (おしおきしちゃうから!?)[BU 2], pré publié dans le magazine Margaret[8].
- 1977 : Futari no dōwa (ふたりの童話?), pré publié dans le magazine Margaret ; 3 volumes publiés chez Shūeisha[BU 3].
- 1978 : Greenhouse wa Doko desu ka? (グリーンハウスはどこですか?, Gurīnhausu wa dokodesu ka??), pré publié dans le magazine Margaret[8] ; 1 volume publié chez Shūeisha[BU 4].
- 1979 : 17-Nenme (17年目?), pré publié dans le magazine Margaret ; 1 volume publié chez Shūeisha[BU 5].
- 1980 :
  - Tonari no Kajin (となりの佳人?) ; publié chez Shūeisha[BU 6].
  - Tonari no Juunin (となりの住人?), pré publié dans le magazine Margaret ; publié chez Shūeisha[BU 7].
  - Haru ga Kossori (春がこっそり?), pré publié dans le magazine Shueisha Girls Comics[8] ; 1 volume publié chez Shūeisha[BU 8].
- 1981 :
  - Fukurettsura no Princess (ふくれっつらのプリンセス?), pré publié dans le magazine Margaret ; 1 volume publié chez Shūeisha[BU 9].
  - Chaimu (チャイ夢?), pré publié dans le magazine Margaret ; 1 volume publié chez Shūeisha[BU 10].
  - 4-gatsu no Niwa no Kodomotachi (4月の庭の子供たち?), pré publié dans le magazine Margaret ; 1 volume publié chez Shūeisha[BU 11].
- 1982 : Otomezaka Sensou (乙女坂戦争?), pré publié dans le magazine Margaret ; publié chez Shūeisha[BU 12].
- 1983 :
  - Glass no Hanataba ni Shite (ガラスの花束にして?), pré publié dans le magazine Margaret ; 2 volumes publiés chez Shūeisha[BU 13].
  - Angel (えんじぇる?), pré publié dans le magazine Margaret ; 1 volume publié chez Shūeisha[BU 14].
- 1984 :
  - Shinko Monogatari (森子物語?), pré publié dans le magazine Margaret ; publié chez Shūeisha[BU 15].
  - 1-gatsu ni wa Christmas (1月にはChristmas?), pré publié dans le magazine Margaret ; 1 volume publié chez Shūeisha[BU 16]. Le manga est adapté en série TV d'animation en 1991[9],[10].
- 1985 : Watashi ga Ningyo ni Natta Hi (わたしが人魚になった日?), pré publié dans le magazine Margaret ; 1 volume publié chez Shūeisha[BU 17].
- 1986 :
  - Tooi Hoshi wo Kazoete (遠い星をかぞえて?), pré publié dans le magazine Margaret ; publié chez Shūeisha[BU 18].
  - Shuumatsu no Menu (週末のメニュー?), pré publié dans le magazine Margaret ; publié chez Shūeisha[BU 19].
  - Oishii Kankei (おいしい関係?), pré publié dans le magazine Margaret ; publié chez Shūeisha[BU 20].
- 1987 : Marude Shabon (まるでシャボン?), pré publié dans le magazine Margaret ; 2 volumes publiés chez Shūeisha[BU 21].
- 1988 :
  - Uchi no Mama ga Iu Koto ni wa (うちのママが言うことには?), pré publié dans le magazine Young You[8] ; 5 volumes publiés chez Shūeisha[BU 22].
  - Kimi wa 3-choume no Tsuki (きみは3丁目の月?) ; publié chez Shūeisha[BU 23].
- 1989 : Gobangai wo Arukou (五番街を歩こう?), pré publié dans le magazine Margaret ; 1 volume publié chez Shūeisha[BU 24].
- 1990 :
  - Reizouko no Pineapple Pie (冷蔵庫にパイナップル・パイ?), pré publié dans le magazine Young You ; 3 volumes publiés chez Shūeisha[BU 25].
  - Kodomo wa Nandemo Shitte Iru (子供はなんでも知っている?), pré publié dans le magazine Bouquet[8] ; 4 volumes publiés chez Shūeisha[BU 26].
- 1991 :
  - Angel, Tsuki ni wa Christmas, Akai Awai Yoru ga Suki (えんじぇる1月にはChristmas赤い淡い夜がすき?) ; 1 volume publié chez Shūeisha[BU 27].
  - Alice ni Onegai (アリスにお願い?), pré publié dans le magazine Young You[8] ; 1 volume publié chez Shūeisha[BU 28].
- 1993 : Kumo no Namae (雲の名前?), pré publié dans le magazine Young Rosé (ヤングロゼ?) ; publié chez Kadokawa[BU 29].
- 1994 : Shiroi Saten no Ribon (白いサテンのリボン?), pré publié dans le magazine Young You ; 1 volume publié chez Shūeisha[BU 30].
- 1995 : Mada Hachigatsu no Bijutsukan (まだ八月の美術館?), pré publié dans le magazine Young You ; 1 volume publié chez Shūeisha[BU 31].
- 1996 : Kilala no Ki (キララのキ?), pré publié dans le magazine Young You ; 4 volumes publiés chez Shūeisha[BU 32].
- 1999 : Bara no Hoo (薔薇のほお?), pré publié dans le magazine Young You ; 1 volume publié chez Shūeisha[BU 33].
- 2001 :
  - Tsuki to Kumo no Aida (月と雲の間?), pré publié dans le magazine Morning Shin-Magnum Special ; 1 volume publié chez Kodansha[BU 34].
  - Amaryllis (アマリリス?), pré publié dans le magazine Young You[8] ; 5 volumes publiés chez Shūeisha[BU 35].
- 2007 : Miagete Goran (見上げてごらん?), pré publié dans le magazine You ; 1 volume publié chez Shūeisha[BU 36].

### Œuvres collectives
- 2008 : Neko Neko Neko!!! - Niki Manga no Jitsuwa Neko Manga! (猫・ネコ・ねこ!!!~人気漫画家の実話猫マンガ!~?) ; 1 volume publié chez Kodansha[BU 37].
- 2009 : Flowers Garden - Mou Ichidou Aitai Neko - flowers Garden (もういちど逢いたい猫?) ; 1 volume publié chez Shōgakukan[BU 38].
- 2011 : Suki desu, Kono Shoujo Manga. (好きです、この少女まんが。?) ; 5 volumes publiés chez Kodansha[BU 39].

## Récompenses
- 1992 - 16e Prix du manga Kōdansha pour Uchi no mama ga iu koto ni wa (うちのママが言うことには?), catégorie Shōjo

## Sources
- (en) Cet article est partiellement ou en totalité issu de l’article de Wikipédia en anglais intitulé « Mariko Iwadate » (voir la liste des auteurs).